# Praktizijn
De term praktizijn werd tot 1948 in Suriname gebruikt voor het beroep van advocaat. 
Tot 1933 bestond er ook een landspraktizijn (vergelijkbaar met een landsadvocaat). Met de landsverordening van 5 augustus 1948 (gouvernementsblad nummer 88) werd de term praktizijn vervangen door advocaat.
Enkele personen die praktizijn waren:
- Adriaan Alberga
- Huerta Milano Celvius Bergen
- Clemens Ramkisoen Biswamitre
- Isaac da Costa
- Jacques Drielsma
- Cornelis Johannes Heylidy

- Ashruf Karamat Ali
- Jagernath Lachmon
- Frederik Lim A Po
- Frans Jozef Schlüter
- Gerard van der Schroeff
- Simon Daniël de Vries

Sommige daarvan waren in Nederland aan een universiteit afgestudeerd in de rechten, andere zijn in Suriname geslaagd voor een praktizijnsexamen.